# Dwayne Bowe
Dwayne Lorenzo Bowe (Miami, 21 settembre 1984) è un giocatore di football americano statunitense che gioca nel ruolo di wide receiver per i Cleveland Browns della National Football League (NFL). Fu scelto nel corso del primo giro (23º assoluto) del Draft NFL 2007 dai Kansas City Chiefs. Al college ha giocato a football all’Università della Louisiana.

## Carriera professionistica

### Kansas City Chiefs

#### Stagione 2007
Bowe fu scelto nel corso del primo giro del Draft 2007 dai Chiefs. Il 5 agosto firmò un contratto quinquennale dopo aver scioperato per la prima settimana del training camp.
Bowe segnò il suo primo touchdown su un passaggio di Damon Huard nel primo tempo della gara dei Chiefs contro i Chicago Bears il 16 settembre 2007.
Nella sua stagione da rookie, Bowe guidò tutti i ricevitori al primo anno per ricezioni (70), yard (995) e touchdown (6). Il numero di ricezioni e di yard ricevute furono i nuovi record di franchigia per i Chiefs tra i rookie. Bowe inoltre stabilì il record di Kansas City per yard ricevute in una singola partita facendone registrare 164 yard contro i San Diego Chargers il 30 settembre 2007. Bowe fu uno dei candidati per il premio di rookie dell'anno, vinto poi da Adrian Peterson dei Minnesota Vikings.

#### Stagione 2008
Nella prima gara della stagione 2008, Bowe fece registrare 5 ricezioni per 85 yard ma si fece sfuggire 4 passaggi incluso quello che avrebbe il touchdown della vittoria nella endzone. La sua stagione si concluse con 1.022 yard ricevute classificandosi al quarto posto nella NFL con 86 ricezioni. Nell'ultima gara della stagione ricevette 203 yard su 10 passaggi.

#### Stagione 2009
Giocando col nuovo quarterback Matt Cassel, Bowe terminò l'annata con 589 yard ricevute e 4 touchdown in 11 partite. Il 17 novembre 2009, Bowe fu sospeso per 4 partite per aver violato la politica sulle sostanze proibite dalla NFL, dopo essere risultato positivo a un diuretico.

#### Stagione 2010

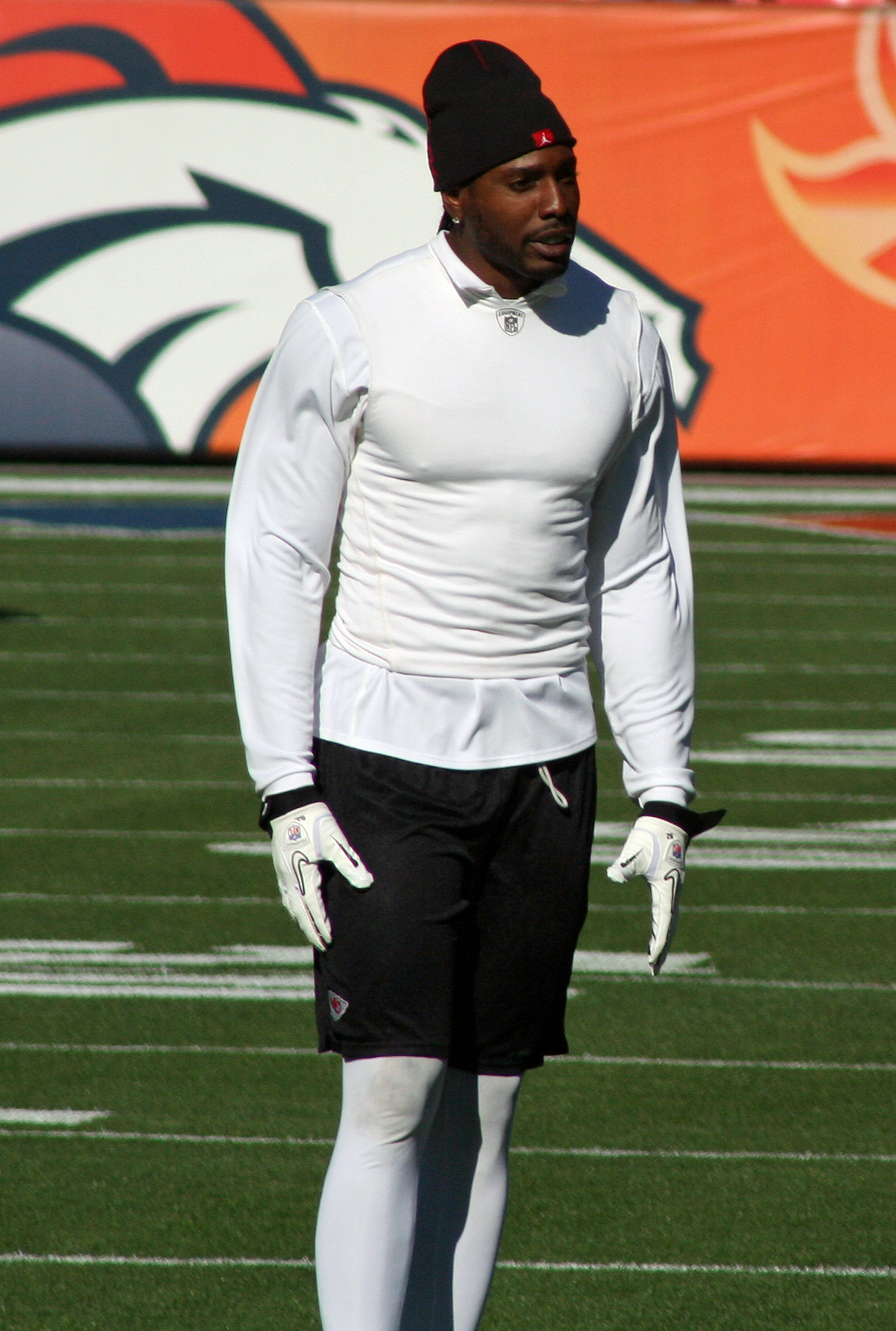
Bowe nel 2010.

Bowe ebbe una partenza lenta nella stagione 2010 dei Chiefs, ricevendo soli 9 passaggi nella prime 4 partite dei Chiegs. Nella quarta gara contro gli Indianapolis Colts, Bowe si fece sfuggire diversi passaggi cruciali incluso uno nella endzone che avrebbe portato in svantaggio la squadra, con Kansas City che subì la prima sconfitta stagionale per 9-19. Il 17 ottobre 2010, Bowe ricevette sei passaggi 6 passaggi per 108 yard e 2 touchdowns contro gli Houston Texans in una gara che i Chiefs persero 31-35. La domenica successiva fu ancora prolifica per il giocatore, che ricevette 3 passaggi per 81 yard e 2 TD nella vittoria 42-20 sui Jacksonville Jaguars. Nella settimana 8 contro i Buffalo Bills Dwayne ricevette 3 passaggi per sole 16 yard ma riuscì comunque a raggiungere la endzone, contribuendo in maniera decisiva alla vittoria per 13-10. Il 14 novembre 2010, quasi un anno dopo la sua squalifica, Bowe stabilì il proprio nuovo primato in carriera per ricezioni contro i Denver Broncos. Con Denver in vantaggio per 35-0, i Chiefs furono costretti a puntare pesantemente sui passaggi per tentare una rimonta. Bowe ne ricevette 13 per 186 yard, segnando due 2 touchdown. Fu la quinta gara consecutiva del giocatore con un touchdown su ricezione. I Chiefs furono però sconfitti 29-49. Nella settimana 11, contro una squadra in difficoltà come gli Arizona Cardinals, Bowe portò la striscia a sei partite, un nuovo record di franchigia, segnandone 2. La settimana seguente nel primo tempo contro i Seattle Seahawks Bowe ricevette 8 passaggi per 120 yard, segnando altri due touchdown. Altri 5 passaggi li ricevette nel secondo tempo, segnando il terzo touchdown di giornata. In quella partita, Bowe stabilì il nuovo record di franchigia per touchdown su ricezione segnati in una stagione. A fine anno fu convocato per il suo primo Pro Bowl e inserito nel Second-team All-Pro dall'Associated Press.

#### Stagione 2011
Nella stagione 2011, Bowe ricevette solamente tre yard in meno della grande stagione precedente (1.159) ma il suo numero di touchdown su ricezione passò da 15 a 5, terminando con 81 ricezioni.

#### Stagione 2012
Il 5 marzo 2012, i Chiefs applicarono la franchise tag su Bowe. Questi il 17 agosto firmò un contratto annuale del valore di 9,5 milioni di dollari, terminando un lungo sciopero. Nella settimana 14, Bowe si infortunò durante un blocco e il 14 dicembre fu inserito in lista infortunati terminando in anticipo la sua stagione, conclusa con 801 yard ricevute e 3 touchdown. Fu classificato al numero 65 nella classifica dei migliori cento giocatori della stagione.

#### Stagione 2013
Il 5 marzo 2013, Bowe firmò un nuovo contratto quinquennale coi Chiefs. Il primo touchdown della stagione lo segnò nella vittoria della settimana 2 sui Cowboys. Kansas City vinse le prime nove gare della stagione, pareggiando il record di franchigia, ma poi ne perse tre consecutive. Bowe contribuì a interrompere questa striscia negativa nella settimana 14 guidando la squadra con 69 yard ricevute e il quinto touchdown stagionale nella netta vittoria sui Redskins. Il 4 gennaio 2014, nel primo turno di playoff i Chiefs furono ospiti dei Colts. Bowe guidò la sua squadra con 150 yard ricevute e un touchdown ma questa sprecò un vantaggio di 28 punti nel terzo quarto, finendo per essere sconfitta per 45-44.

#### Stagione 2014
Bowe fu sospeso per la prima partita della stagione 2014 per essere stato trovato in possesso di marijuana nel mese di novembre 2013.

### Cleveland Browns
Dopo essere stato svincolato dai Chiefs, il 19 marzo 2015 Bowe firmò coi Cleveland Browns.

## Palmarès
- Convocazioni al Pro Bowl: 1

2010
- Second-team All-Pro: 1

2010
- PFWA All-Rookie Team - 2007

## Statistiche
| Stagione | Squadra            | Gare | Gare | Ricezioni | Ricezioni | Ricezioni | Ricezioni | Ricezioni | Corse | Corse | Corse | Corse | Corse | Fumble | Fumble |
| Stagione | Squadra            | P    | PT   | Ric       | Yard      | Media     | Max       | TD        | Ten   | Yard  | Media | Max   | TD    | FUM    | Persi  |
| -------- | ------------------ | ---- | ---- | --------- | --------- | --------- | --------- | --------- | ----- | ----- | ----- | ----- | ----- | ------ | ------ |
| 2007     | Kansas City Chiefs | 16   | 15   | 70        | 995       | 14,2      | 58        | 5         | -     | -     | -     | -     | -     | -      | -      |
| 2008     | Kansas City Chiefs | 16   | 16   | 86        | 1.022     | 11,9      | 36        | 7         | -     | -     | -     | -     | -     | -      | -      |
| 2009     | Kansas City Chiefs | 11   | 9    | 47        | 589       | 12,5      | 41        | 4         | -     | -     | -     | -     | -     | 1      | 0      |
| 2010     | Kansas City Chiefs | 16   | 16   | 72        | 1.162     | 16,1      | 75        | 15        | 1     | 4     | 4,0   | 4     | 0     | 1      | 0      |
| 2011     | Kansas City Chiefs | 16   | 13   | 81        | 1.159     | 14,3      | 52        | 5         | 1     | 12    | 12,0  | 12    | 0     | 1      | 0      |
| 2012     | Kansas City Chiefs | 13   | 12   | 59        | 801       | 13,6      | 47        | 3         | -     | -     | -     | -     | -     | 1      | 1      |
| 2013     | Kansas City Chiefs | 15   | 15   | 57        | 673       | 11,8      | 34        | 5         | -     | -     | -     | -     | -     | 0      | 0      |
| 2014     | Kansas City Chiefs | 15   | 15   | 60        | 754       | 12.6      | 37        | 0         | -     | -     | -     | -     | -     | 2      | 0      |
|          | Totale             | 118  | 111  | 532       | 7,155     | 13.4      | 75        | 44        | 2     | 16    | 8.0   | 12    | 0     | 6      | 1      |

Statistiche aggiornate alla stagione 2014